# Teorema de mostratge de Nyquist-Shannon

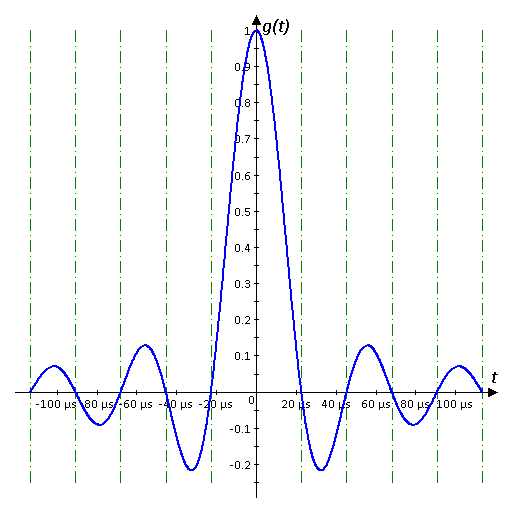
Funció d'interpolació g(t) per a F_{s}=44100 mostres per segon (estàndard CD-Audio). Excepte per a t=0, l'interval entre passos per zero (línies verticals verdes) representa l'interval entre mostres (~22,68 µs per a aquest exemple).

El teorema de mostratge de Nyquist-Shannon, també conegut com a teorema de mostratge de Whittaker-Nyquist-Kotelnikov-Shannon, criteri de Nyquist o teorema de Nyquist, és un teorema fonamental de la teoria de la informació, d'especial interès en les telecomunicacions.
Aquest teorema va ser formulat en forma de conjectura per primer cop per Harry Nyquist l'any 1928 (Certain topics in telegraph transmission theory), i va ser demostrat formalment per Claude E. Shannon l'any 1949 (Communication in the presence of noise).
El teorema tracta del mostreig, que no ha de ser confós o associat amb la quantificació, procés que segueix el de mostreig en la digitalització d'un senyal i que, al contrari del mostreig, no és reversible (es produeix una pèrdua d'informació al procés de quantificació, fins i tot en el cas ideal teòric, que es tradueix en una distorsió coneguda com a error o soroll de quantificació i que estableix un límit teòric superior a la relació senyal-soroll). Dit d'una altra manera, des del punt de vista del teorema, les mostres discretes d'un senyal són valors exactes que encara no han patit cap arrodoniment o truncament sobre una precisió determinada, és a dir, encara no han estat quantificades.
La intenció del suec Harry Nyquist en formular aquest teorema era la d'obtenir una enregistrament digital de qualitat i també es pot conèixer amb el nom de condició de Nyquist. Si es fa un mostreig a un baix valor, hi ha una possibilitat que el senyal original no estigui únicament definit pel nostre senyal mostrejat. Si això passa, no es té cap garantia que el senyal estigui correctament reconstruït. Per aquest motiu es va crear el teorema de Nyquist, que diu el següent:z
| La freqüència de mostreig mínima que cal per realitzar una gravació digital de qualitat, ha de ser superior al doble de la freqüència d'àudio del senyal analògic que s'intenta digitalitzar i gravar. |

## Antecedents històrics
El Teorema de mostratge estava implícit en el treball de Harry Nyquist del 1928 ("Alguns temes de la teoria de la transmissió telegràfica"), en què va demostrar que fins a 2B mostres de polsos independents podien ser enviades mitjançant un sistema d'amplada de bandaB; no obstant, no va considerar implícitament el problema de mostrejar i reconstruir un senyal continu. Gairebé al mateix temps, Karl Küpfmüller va mostrar un resultat semblant, i va discutir l'impulsió de resposta d'una funció síncrona d'un filtre limitador de banda, per mitjà de la seva integral, el gradient de resposta d'integrar el sinus.
El teorema de mostratge, essencialment un dual del resultat de Nyquist, va ser provat per Claude E. Shannon. V. A. Kotelnikov va publicar resultats similars el 1933, de la mateixa manera que el matemàtic E. T. Whittaker el 1915, J. M. Whittaker el 1935 i Gabor el 1946 ("Theory of communication"). L'any 1999, la Fundació Eduard Rhein va atorgar a Kotelnikov el seu premi de recerca bàsica "per la primera formulació teòricament exacta del teorema de mostratge".
Cal notar que el concepte d'amplada de banda no és necessàriament sinònim del valor de la freqüència més alta en el senyal d'interès. Als senyals per als quals això sí que és cert se'ls anomena senyals de banda base, i no tots els senyals comparteixen aquesta característica (per exemple, les ones de ràdio en freqüència modulada).

### Altres descobridors
Altres que han descobert de manera independent o han tingut un paper en el desenvolupament del teorema de mostratge han estat discutits en diversos articles històrics, per exemple, per Jerri i per Lüke]. Per exemple, Lüke assenyala que H. Raabe, assistent de Küpfmüller, va demostrar el teorema en el seu doctorat de 1939. dissertació; el terme condició de Raabe es va associar amb el criteri de representació inequívoca (taxa de mostratge superior al doble de l'ample de banda). Meijering esmenta diversos altres descobridors i noms en un paràgraf i un parell de notes al peu a la seva publicació, A Chronology of Interpolation From Ancient Astronomy to Modern Signal and Image Processing.

## Descripció
El teorema demostra que la reconstrucció exacta d'un senyal [Ona periòdica] continu en banda base a partir de les seves mostres és matemàticament possible si el senyal es troba limitat en banda i la taxa de mostreig és superior al doble de la seva amplada de banda. Dit d'una altra manera, la informació completa del senyal analògic original que compleix el criteri anterior es troba descrita per la sèrie total de mostres que s'han obtingut del procés de mostreig. Per tant, tots els valors intermedis entre les diferents mostres queden definits per les mostres obtingudes.
Si la freqüència més alta continguda en un senyal analògic {\displaystyle x_{a}(t)\,\!} és {\displaystyle F_{max}=B\,\!} i el senyal es mostra a {\displaystyle F_{s}>2F_{max}\equiv 2B\,\!}, llavors {\displaystyle x_{a}(t)\,\!} es pot recuperar totalment a partir de les seves mostres mitjançant la següent funció d'interpolació:
{\displaystyle g(t)={\frac {\sin 2\pi Bt}{2\pi Bt}}\,\!}
Així, {\displaystyle x_{a}(t)\,\!} es pot expressar com:
| {\displaystyle x_{a}(t)=\sum _{n=-\infty }^{\infty }x_{a}\left({\frac {n}{F_{s}}}\right)g\left(t-{\frac {n}{F_{s}}}\right)} |
| --- |

on {\displaystyle x_{a}\left({\frac {n}{F_{s}}}\right)=x_{a}\left(nT\right)\equiv x\left(n\right)} són les mostres de {\displaystyle x_{a}\left(t\right)}.

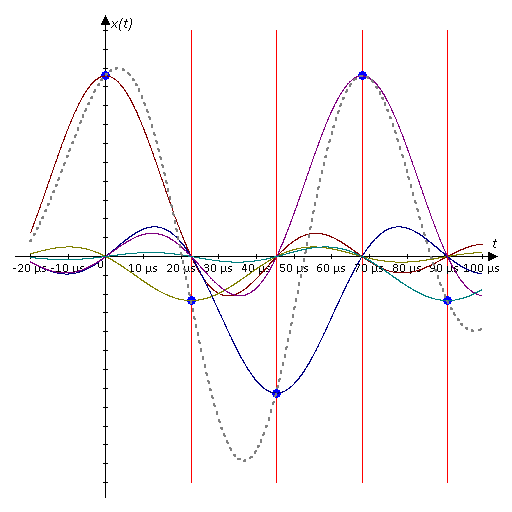
Exemple de reconstrucció d'un senyal de 14,7 kHz (línia gris discontínua) amb només cinc mostres. Cada cicle es compon de només 3 mostres a 44100 mostres per segon. La reconstrucció teòrica resulta de la suma ponderada de la funció d'interpolació g(t) i les seves versions corresponents desplaçades en el temps g(t-nT) amb, on els coeficients de ponderació són les mostres x(n). A la imatge cada funció d'interpolació està representada amb un color (en total, cinc) i estan ponderades al valor de la seva corresponent mostra (el màxim de cada funció passa per un punt blau que representa la mostra).

El concepte d'amplada de banda no necessàriament és sinònim del valor de la freqüència més alta del senyal. Els senyals que ho compleixen se'ls anomena senyals de banda base, i no tots els senyals comparteixen aquesta característica.
Quan volem convertir un senyal analògic a digital, primer posarem un filtre anomenat "filtre anti-Aliasing". Aquest filtre ha de complir que la seva freqüència de tall sigui menor que la freqüència de mostreig dividida per 2. És a dir, aquest filtre ens assegura que es compleix el Teorema de Nyquist i d'aquesta manera no hi ha solapament freqüencial.

### El procés de mostreig
El teorema descriu dos processos per al processament de senyals: un de mostreig, en què un temps continu del senyal es converteix en un temps discret del senyal, i un procés de reconstrucció, en el qual el senyal continu original és recuperat a partir del senyal de temps discret.
El senyal continu varia amb el temps, per tant el procés de mostreig es fa mesurant el valor del senyal continu cada cert temps (anomenat interval de mostreig). A la pràctica, per als senyals que estan en funció del temps, l'interval de mostreig és normalment bastant petit de l'ordre de mil·lisegons o microsegons. Aquesta seqüència de mostres permet representar el senyal original, ja que cada mostra s'associa amb l'instant de temps en què ha estat mesurat. L'invers de l'interval de mostreig (T) és la freqüència de mostreig representada per fs que és mesurada en mostres per unitat de temps (Hz).

### El procés de reconstrucció
La base és ortogonal. Pes tal de fer-la ortonormal, necessitem un factor de normalització d'arrel de T (període). En aquests processos venen definits pel domini en el temps, i els coeficients d'expansió són calculats mostrejant la funció en el temps amb un valor de 2 * Pi partit pel període.
Si el senyal original conté un component de freqüència igual a la meitat de la taxa o freqüència de mostreig, la condició de Nyquist no es compleix (ha de ser estrictament major que el doble de la freqüència més alta del senyal original). El senyal reconstruït pot tenir un component en aquesta freqüència, però l'amplitud i la fase d'aquest component en general (estadísticament amb probabilitat zero, ja que és un punt d'infinits) no coincidirà amb el component original.

### Errors d'interpretació freqüents amb relació al teorema i al procés de mostreig
És un error freqüent i estès creure que, un cop satisfets els criteris del teorema (criteris de Nyquist), la qualitat de la reconstrucció d'un senyal en tota la seva banda (el que exclou l'ús de tècniques de Noise Shaping per alterar selectivament la distorsió conseqüència del procés de quantificació en senyals completament digitalitzats, és a dir, mostrejats i quantificats) és funció de la taxa de mostreig emprada en el procés de mostreig. Això és totalment fals des de la perspectiva matemàtica del teorema i un error, un cop considerades les limitacions pràctiques, en l'àmbit pràctic de la física o l'enginyeria. El procés de mostreig (que no s'ha de confondre amb el de quantificació) és, des del punt de vista matemàtic perfectament reversible, és a dir, la seva reconstrucció és exacta, no aproximada. Dit d'una altra manera, des del punt de vista matemàtic al qual es refereix el teorema de mostreig de Nyquist-Shannon, la reconstrucció d'un senyal periòdic amb components de fins a 10 kHz és idèntica tant si s'obté d'una taxa de mostreig de 25.000 mostres per segon com d'una de 50.000 mostres per segon. Matemàticament, no aporta res incrementar la taxa de mostreig una vegada que aquesta compleix el criteri de Nyquist: la informació necessària per a la seva reconstrucció total existeix des que la taxa compleix el criteri. També són errors freqüents i estesos, relacionats directament amb el que s'ha exposat en aquest paràgraf, creure que els punts que resulten del procés de mostreig s'uneixen en la reconstrucció mitjançant rectes (interpolació lineal) formant dents de serra en les freqüències representades per poques mostres o que hi ha un procés de càlcul que realitza la interpolació de manera predictiva. En resum, el teorema de mostreig demostra que tota la informació d'un senyal continguda en l'interval temporal entre dues mostres qualssevol està descrita per la sèrie total de mostres sempre que el senyal registrat sigui de naturalesa periòdica (com ho és el so) i no tingui components de freqüència igual o superior a la meitat de la taxa de mostreig, no cal inventar o predir l'evolució del senyal entre mostres.
A la pràctica i atès que no existeixen els filtres analògics passa-baix ideals, s'ha de deixar un marge entre la freqüència màxima que es desitja registrar i la freqüència de Nyquist (freqüència crítica) que resulta de la taxa de mostreig elegida (per exemple, per a CD-Audio la freqüència màxima dels components a registrar i reproduir és de 20 kHz i la freqüència crítica de la taxa de 44.100 mostres per segon emprada és de 22,05 kHz, un marge del 10% aproximadament per a aquesta aplicació). Però aquest marge és una necessitat que resulta de les limitacions físiques d'un filtre de reconstrucció (o filtre antialiasing) real, i no una consideració que inclogui (o hagi d'incloure) el teorema, que pretén establir el marc teòric (matemàtic) en el qual s'han de fonamentar els professionals que tracten amb el processament digital de senyals. De vegades es fan servir tècniques de sobremostreig per a la reconstrucció d'un senyal per tal d'augmentar artificialment aquest marge i permetre l'ús de filtres de fase lineal (retard de grup constant) a la banda passant i, en general, més senzills i econòmics amb pendents d'atenuació més suaus. En tot cas, tant el marge com l'ús de tècniques de sobremostreig són recursos d'enginyeria per tractar restriccions pràctiques que en res invaliden la demostració i el contingut del teorema. El teorema és, de fet, el marc analític sobre el qual les restriccions reals (no ideals) han de ser estudiades.

### Nous formats i la seva relació amb les interpretacions errònies sobre el teorema i la seva utilitat pràctica
L'aparició recent de nous formats d'àudio (anomenats sovint formats d'alta resolució) per usuari final que contenen senyals mostrejats amb taxes més elevades a la utilitzada en CD-Audio han contribuït a estendre la idea errònia que la qualitat en la reconstrucció d'un senyal en tota la seva banda (fins a la freqüència crítica) és funció directa de la taxa de mostreig emprada. En tot cas, sembla evident que el potencial per registrar i reproduir ultrasons no forma part dels missatges de màrqueting que pretenen promocionar aquests en el mercat. Un argument que sol tenir la forma de "si els nous formats d'alta resolució registren senyals amb taxes de mostreig més elevades per a la reconstrucció de senyals amb el mateix amplada de banda és perquè el teorema de mostreig no s'aplica / no és vàlid / s erroni i aquesta major taxa contribueix a una millora en la qualitat ".
Els nous formats d'àudio que recentment han aparegut (encara que amb escàs èxit comercial) que empren Modulació per impulsos codificats (PCM) sense pèrdua per compressió amb taxes de mostreig més altes a les emprades en el CD-Audio, (DVD-Audio, per exemple) per registrar i reproduir senyals d'idèntic amplada de banda es justifiquen perquè permeten l'ús de filtres de reconstrucció més benignes, senzills i econòmics sacrificant un recurs cada vegada més econòmic i de menor transcendència (la capacitat d'emmagatzematge, un recurs crític en el passat) i perquè, a més, satisfan simultàniament les expectatives d'un mercat com el audiófilo, caracteritzat per dogmes entre els quals es troba molt estesa la falsa creença que això representa una millora en la qualitat del senyal reconstruït (en particular, dels seus components d'alta freqüència). Aquest error és només una conseqüència d'una clara incomprensió de l'abast i significat del teorema de mostreig i d'establir comparacions fal·laces com, per exemple, amb la digitalització d'imatges (on no es realitza la reconstrucció d'un senyal periòdic), etc.
L'elevada taxa de mostreig d'un altre format d'àudio de recent aparició, el SACD o Super Audio CD, és una conseqüència de l'ús d'una tecnologia anomenada comercialment Direct Stream Digital ™ (DSD) basada en un tipus de codificació digital anomenat Modulació per densitat d'impulsos (PDM). Si bé la taxa de mostreig és 64 vegades la del CD-Audio, cal tenir present que es tracta d'una quantificació d'1 bit (en lloc dels 16 empleats en el CD-Audio) i basat en tècniques de Noise Shaping (modelatge de soroll). No és possible, per tant, establir comparacions superficials amb el PCM de CD-Audio / DVD-Audio (ambdós PCM), ja que en aquest cas la relació senyal-soroll no és constant respecte de la freqüència (en CD - Audio el soroll de quantificació és independent de la freqüència i només depèn dels intervals d'amplitud emprats en el procés de quantificació, és a dir, és d'uns 98,09 dB [4] constants per als 16 bits d'aquest estàndard CD-Àudio en tot l'espectre útil). Un SACD pot registrar i reproduir senyals amb components de fins a 33 kHz amb una relació senyal-soroll equivalent al d'un CD-Audio (encara que 33 kHz està gairebé una vuitena per sobre del màxim audible i, per tant, un avantatge sobre el CD - Gravació de dubtosa utilitat pràctica) i mantenir una relació senyal-soroll d'aproximadament 122 dB per a l'espectre audible (un potencial, l'equivalent aproximat a 20 bits, també de dubtosa utilitat pràctica com a format final d'usuari considerant els mitjans i entorns de reproducció d'aquest format).
Entre els avantatges objectius d'aquests formats (DVD-Audio i SACD) es troba el potencial multicanal (registre de més de dos canals) i la capacitat per a l'ús de tècniques de protecció de còpia (una mica d'extraordinari interès per a les companyies discogràfiques i, probablement, l'autèntica justificació industrial i comercial d'aquests productes juntament amb l'evident benefici resultant de la substitució de tots els equips reproductors i gravadors del món).
S'han publicat treballs experimentals rigorosos que conclouen que no existeixen diferències audibles entre els formats anomenats d'alta resolució i el tradicional suport d'àudio digital CD-Audio (PCM 16 bits; 44.100 mostres / s).
Així mateix, també s'han provat indistingibles entre si els formats d'alta resolució SACD i DVD-Audio.
Diu que:
Si f(t) és limitat en banda a [−ΩB,ΩB], podem reconstruir-lo perfectament de les seves mostres fs[n]=f(nT) per a Ωs=(2π/ T) >2ΩB

### Aplicació del teorema Nyquist en representació de l'anàlisi d'estabilitat de sistemes d'enllaç tancat
Per analitzar l'estabilitat de sistemes de control lineal, es fa que el contorn tancat del pla abraci tot el semiplà dret s. El contorn consisteix en tot l'eix ω des de (ω = - ∞ fins ω = +∞), i un pas semicircular de radi infinit en el semiplà s dret. aquest contorn rep el nom de recorregut de Nyquist. El recorregut de Nyquist comprèn tot el semiplà dret de s i conte tots els zeros i pols de 1 + G(s)H(s) amb parts reals positives. (Si no hi ha zeros de 1 + G(s)H(s) en el semiplà dret de s, no hi ha pols d'enllaç tancat on el sistema es estable .) És necessari que el contorn tancat o recorregut de Nyquist no passi per cap pols o zero de 1 + G(s)H(s). Si G(s) té un pols en l'origen del pla s, es fa indeterminada la representació del punt s = 0. En aquests casos s'evita l'origen efectuant un desviament al voltant seu. Si s'aplica el teorema de la representació al cas especial en que F(s) és igual a 1 + G(s)H(s) es pot afirmar el següent: si el contorn tancat en el pla s conte tot el semiplà s dret, la quantitat de zeros en el semiplà dret de la funció F(s) = 1 + G(s)H(s) és igual a la quantitat de pols de la funció F(s) = 1 + G(s)H(s) en el semiplà dret de s més la quantitat de voltes completes horaris a l'origen del plan 1 + G(s)H(s) de la corba tancada corresponent en aquest últim plan.

## Teorema de Nyquist i aliàsing
L'àlies són les imperfeccions indesitjables introduïdes durant la conversió d'analògic a digital. Pot presentar-se com a freqüències no desitjades en una gravació d'àudio o patrons estranys en una imatge. Alguna informació es perd necessàriament durant la conversió d'analògic a digital; per tant, dos senyals analògics diferents poden tenir la mateixa sortida quan es converteixen a digital.
Si no s'obeeix el teorema de Nyquist, la informació de freqüència més alta es registra amb una freqüència de mostreig massa baixa, donant lloc a artefactes d'àlies.
Diverses tècniques poden reduir l'àlies en un senyal reproduït.
Els senyals d'ona sinusoïdal pura no existeixen a la natura. La majoria dels senyals tenen components de freqüència extremadament alta, com ara harmònics i ressonància, molt fora de la freqüència de Nyquist de qualsevol dispositiu pràctic de captura analògic a digital. Per reduir els efectes d'aquests components, s'aplica un filtre de pas baix per eliminar les freqüències altes alienes abans de mostrejar el senyal.
Els circuits analògics de pas baix no tenen una resposta perfecta. A més, el senyal pot tenir alguns components desitjables lleugerament superiors a la freqüència objectiu. Per tant, és avantatjós triar una freqüència de mostreig lleugerament superior a la taxa de Nyquist òptima.

## Teorema de Nyquist en senyals d'àudio
El teorema de Nyquist és important per capturar àudio mitjançant mètodes digitals. L'oïda humana mitjana només és sensible a freqüències entre 20 Hz i 20 kHz. Per tant, segons el teorema de Nyquist, la freqüència de mostreig òptima per a l'oïda humana és de 40 kHz. És per això que les taxes de mostreig estàndard d'enregistrament de música i àudio són properes a aquest valor. Qualsevol valor superior a 40 kHz seria indetectable per a la majoria de la gent.
La velocitat d'àudio estàndard de CD de 44,1 kHz es va triar per satisfer la freqüència de Nyquist alhora que era compatible amb els equips de vídeo existents. El format de cinta d'àudio digital (DAT) és similar a 48 kHz.
Els telèfons estan optimitzats per transmetre la veu humana. Les freqüències necessàries perquè la parla sigui intel·ligible es troben entre 300 i 3400 Hz. Per tant, la freqüència de mostreig de 8 kHz s'utilitza per a la comunicació de veu només de banda estreta. Això redueix la quantitat de dades que s'han de transmetre i és una freqüència de mostreig popular per a còdecs de sistemes de telèfon i VoIP com ara G.771. La veu de banda ampla, o veu HD, utilitza 16 kHz per capturar millor la veu humana per obtenir trucades més clares.
Cap d'ells és suficient per cobrir tot el rang de l'audició, de manera que la majoria de la música que es reprodueix per telèfon o sistemes de conferència sona distorsionada. Moltes aplicacions de videoconferència ofereixen una opció per a la reproducció de so o música d'alta qualitat per utilitzar les taxes de mostreig més altes.
Tingueu en compte que la velocitat de mostreig, mesurada en hertz, és diferent de la profunditat de bits mesurada en bits i la velocitat de bits mesurada en bits per segon.

## Teorema de Nyquist en imatges i vídeos
Els principis del teorema de Nyquist també s'apliquen a la fotografia i la videografia digitals. Els sensors d'imatge digital capturen la llum en llocs de píxels discrets. Un artefacte de mostreig es produeix quan la lent de la càmera redueix el detall de l'escena a un nivell més petit que els llocs de píxels. Això s'anomena patró de moaré. Podeu veure aquest efecte com un patró general estrany en àrees ben detallades, com ara una imatge d'una camisa de ratlles fines o d'una porta de pantalla. També pot estar present en imatges reduïdes.
Diversos mètodes poden combatre aquest efecte. A les càmeres digitals de gamma alta, es pot utilitzar un filtre òptic de pas baix físic per reduir el detall i trencar l'àlies. A les càmeres de consum i als telèfons mòbils, s'utilitzen mètodes digitals en els passos de postprocessament per eliminar-los.

## Exemple
Suposem que el senyal a digitalitzar és la veu, l'amplada de banda de la veu és de 4.000 Hz aproximadament. Llavors, la seva raó de mostreig serà de 2*B = 2*(4.000 Hz), és igual a 8000 Hz, l'equivalent a 8.000 mostres per segon (1/8000). Llavors la raó de mostreig de la veu ha de ser com a mínim de 8000 Hz, perquè aquesta es pugui regenerar sense error.
La freqüència 2*B s'anomena raó de mostreig de Nyquist. La meitat del seu valor s'anomena alguns cops la freqüència de Nyquist.